# Fascination!
Fascination! – album zespołu The Human League wydany w 1983 roku.

## Lista utworów
1. „(Keep Feeling) Fascination” (Extended)
2. „Mirror Man”
3. „Hard Times”
4. „I Love You Too Much”
5. „You Remind Me of Gold”
6. „(Keep Feeling) Fascination” (Improvisation)

## Single
- 1982: „Mirror Man”
- 1983: „(Keep Feeling) Fascination”